# 塞席爾奧林匹克和大英國協協會
塞舌爾奧林匹克和大英國協協會（Seychelles Olympic and Commonwealth Games Association）是塞舌爾的國家奧林匹克委員會及專門處理英聯邦運動會事務的組織。該協會成立於1979年，是國際奧委會和非洲國家奧林匹克委員會聯合會的成員。1980年，首次派員參加在蘇聯莫斯科舉辦的夏季奧運會。
現時，塞舌爾奧林匹克和大英國協協會首都維多利亞，主席是 Mr Antonio Gopal。

## 資料來源
1. ↑  .   [2014-05-02]. （原始内容存档于2009-02-20）.